# Ripström

Utåtriktad ström (mörkblå). Strömmen är vanligtvis 9-30 meter bred.

En ripström är en kraftig utåtriktad ström som kan uppkomma när vatten sköljs in över en långgrund strand i samband med dyning eller kraftig pålandsvind. Strömmen kompenserar den stora mängd vatten som strömmar in mot stranden. Ripströmmar går under ytan och kan orsaka fara för badande.